# Vulcania
Vulcania est un centre français de culture scientifique autour du volcanisme, situé en France, à Saint-Ours-les-Roches, dans le Puy-de-Dôme, à 15 kilomètres au nord-ouest de Clermont-Ferrand. Lancé par Valéry Giscard d'Estaing, il porte aussi le nom de « Parc européen du volcanisme ».
L'activité est gérée par la société d'économie mixte Volcans. Le projet a rencontré une opposition de la part de défenseurs de la nature.

## Historique

### Projet
En 1990, Valéry Giscard d'Estaing, ancien président de la République française de 1974 à 1981 et alors président du conseil régional d'Auvergne, s'oppose à un projet de centre touristique proposé par les époux Krafft (Maurice et Katia), volcanologues de renommée mondiale. Ceux-ci imaginaient en 1986 installer une attraction touristique et pédagogique au cœur même du Puy de Dôme, c'est-à-dire en creusant au cœur du volcan (projet Volcania).
Les deux volcanologues meurent en 1991, emportés par une nuée ardente sur les pentes du volcan Unzen au Japon. L'année suivante le président de la région reprend l'idée à son compte. Il lance le projet de création d'une attraction touristique d'ampleur internationale centrée sur le volcanisme. En 1994, le conseil régional vote à une forte majorité le lancement du projet du centre européen du volcanisme,. Le projet étant porté par un ancien président de la République, il s'ajoute une dimension politique nationale aux enjeux locaux économiques, techniques, et surtout environnementaux.
Le choix du lieu d'implantation fait l'objet d'un débat local soutenu, plusieurs élus locaux proposant des terrains sur leur commune (Châtel-Guyon, Pont-du-Château, à proximité de La Bourboule ou encore de l'aire des Volcans d'Auvergne, etc.,). Finalement le président de région décide qu'il sera installé au cœur de la chaîne des Puys, à la place d'un ancien dépôt militaire qu'il faut racheter aux Domaines. La vente se fait par soumission cachetée et Valéry Giscard d'Estaing soumissionne à titre personnel. Une seconde offre est également déposée par un particulier (celui-ci ayant présenté au conseil municipal de Saint-Ours-les-Roches un projet de centre équestre). Cette seconde offre étant supérieure, le président de la région fait alors valoir le droit de préemption du conseil régional et la région acquiert le terrain.
En 1993, soucieux de fonder ce projet sur des bases scientifiques solides, il suscite la constitution d’un conseil scientifique international qui sera amené à fournir des avis tout au long du développement de la scénographie. En 1994 un concours international d’architecture met en compétition les projets de 4 cabinets prestigieux : ceux de l’espagnol (Catalan) Ricardo Bofill, du français Jean-Michel Wilmotte, du franco-péruvien Henri Ciriani et de l’autrichien Hans Hollein ; s’y ajoute le cabinet DH&A de Clermont-Ferrand. Le jury d’architecture met en tête le projet Wilmotte mais le conseil régional choisira finalement le projet Hollein qu’il considère comme mieux adapté au site. Hans Hollein était le seul à proposer un projet presque totalement enterré . Seuls émergent le bâtiment accueillant le restaurant et un cône monumental, rappel symbolique des volcans environnants; le cône initial prévu par l'architecte évoquait par trop une tour de refroidissement de centrale nucléaire; le plan a été modifié selon la demande du conseil régional.

### Opposition au projet

Vue du parc de Vulcania avec à l'arrière-plan la chaîne des Puys.

L'implantation de Vulcania au cœur de la chaîne des Puys provoque une vive opposition chez les défenseurs de la nature. Ils dénoncent l'implantation de constructions en pleine campagne et alertent sur les risques environnementaux que fera courir cette urbanisation. Pourtant il existe déjà des bâtiments sur le site puisque c'est une ancienne emprise militaire. Et juste de l'autre côté de la route, une ancienne carrière est déjà une attraction touristique, avec restaurant, bâtiment ludique, anciennes installations de criblage, etc.
Ils dénoncent également le fait que le projet s'implante dans un parc naturel régional et donc dans un site classé. Dans une lettre adressée à Valéry Giscard d'Estaing, le volcanologue et ancien secrétaire d'État Haroun Tazieff accuse « le massacre d'un des monuments naturels les plus préservés de France, crime dont le but essentiel est le profit ». Le porte-parole du mouvement pour la sauvegarde des volcans d'Auvergne, Marcel Breugnot, écrit en 1997 dans le journal Libération que le projet vise à « saccager l'un des paysages les plus singuliers de l'Hexagone ». Pourtant, le centre est en grande partie enterré et son empreinte visuelle s'en trouve fortement minimisée[réf. nécessaire].
Le groupe politique Les Verts du conseil régional d'Auvergne souhaite alors qu'un référendum soit effectué auprès des habitants de la région Auvergne, concernant ce projet et les importants investissements financiers de leur conseil régional. Selon les écologistes, ce projet ne justifie pas « un investissement équivalent à un tiers du budget annuel de la région ». Le référendum n'aura pas lieu, mais un sondage commandé en décembre 1996 auprès des auvergnats montre que 72 % de ceux-ci sont pour le projet[réf. nécessaire].
Plusieurs associations, comme le Club alpin français, France nature environnement, SOS volcans, l'Association d'études et de défense de l'environnement des pays de Limagne et de Combrailles, se rassemblent dans un comité de liaison pour la sauvegarde des volcans d'Auvergne, qui accuse également « le manque de démocratie » concernant le choix de ce projet, ainsi que « le coût de l'opération et la lourdeur des aménagements annexes ». Appuyé par une pétition rassemblant 16 000 signatures, le comité et des communes riveraines déposent un ensemble de recours au tribunal administratif,,. Le projet est alors surnommé par certains de ses détracteurs le « Giscardoscope, », en écho à celui du Futuroscope, ouvert près de Poitiers en 1987.
Cependant, cette opposition minoritaire au sein de la population auvergnate perd tous les procès intentés (plus d'une trentaine), la plupart en appel. Toutes ces procédures alourdissent encore un peu plus le coût du projet, déjà passé de 360  à   420 millions de francs en 1995. Elles provoquent également, par volonté d'un chantier qu'il faut alors écologiquement irréprochable, de coûteuses et extrêmes précautions environnementales, sans commune mesure avec par exemple les conditions d'exploitations des carrières de pouzzolane immédiatement environnantes, ou simplement la route nationale qui longe le terrain. Ainsi, l'ensemble des voiries du site seront faites sur membrane étanche, avec fossés étanches ramenant les eaux de ruissellement dans des bassins de décantation. Idem de l'aire de stationnement sur laquelle les engins de chantier doivent être rassemblés tous les soirs, etc.[réf. nécessaire]
Cela a pour conséquence de repousser le démarrage des travaux de plusieurs années. En attendant, le conseil régional lance une consultation publique pour trouver le futur nom du centre européen du volcanisme et en 1996 est adopté le nom Vulcania.

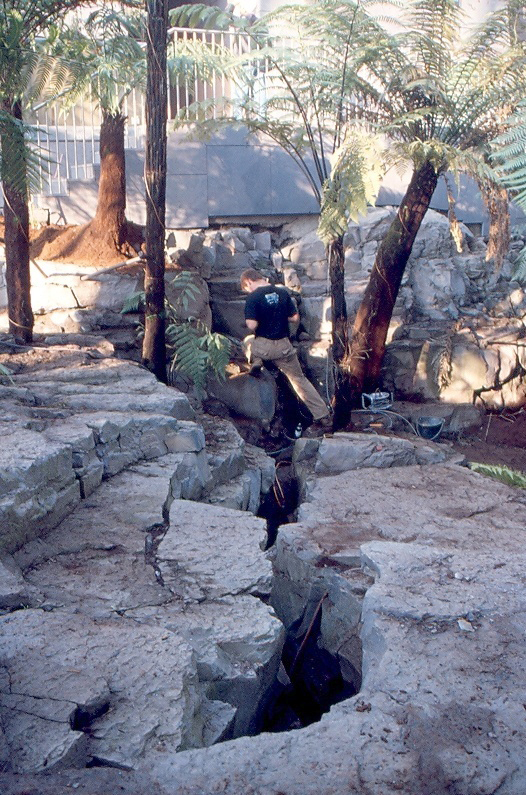
Fracture ouverte traversant le jardin tropical de Vulcania ; trace d’un accident tectonique majeur pour les uns, simple fissure de retrait et de gravité pour les autres

Alors que les travaux ont déjà commencé, une nouvelle attaque met en avant un risque sismique important qui menacerait directement Vulcania et mettrait gravement en danger ses visiteurs ; cette opinion est fondée sur l’observation de fractures ouvertes qui affectent le site et sont attribuées au fonctionnement d’un accident majeur de la tectonique régionale du Massif central. Une interprétation moins anxiogène semble avoir finalement prévalu : celle de fissures de gravité contemporaines de la mise en place des coulées comme il en est connu sur les pentes de nombreux volcans actifs, notamment au Piton de la Fournaise. La région de Clermont-Ferrand, incluant Vulcania, étant toutefois classée en « zone sismique modérée » (Ib dans le classement de 1991) par le BRGM, des normes parasismiques de construction assez strictes ont été respectées.

### Le chantier

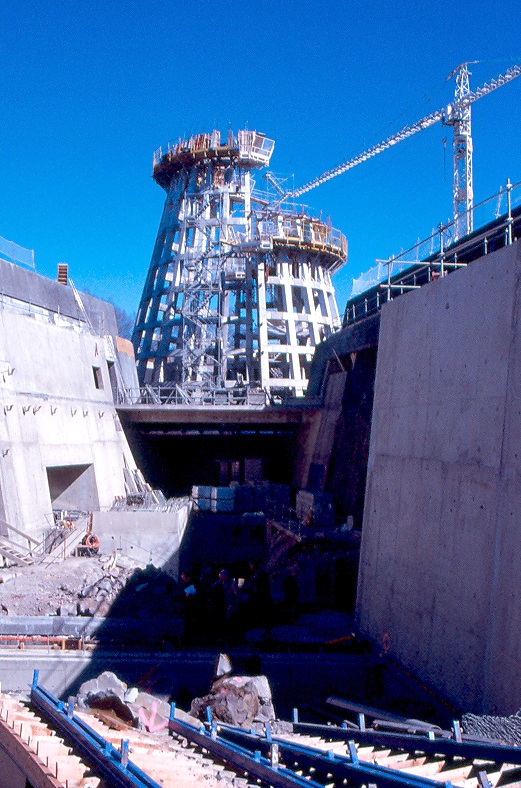
État du chantier en mars 2000 ; édification du cône après modification du plan initial de l’architecte autrichien Hans Hollein

En 1997, année initialement prévue pour l'ouverture, les travaux débutent avec comme objectif ambitieux une ouverture en l'an 2000.
Mais le projet s'avère complexe à étudier et à construire. Il accumule rapidement plusieurs mois de retard et, alors qu'il est encore à plus d'un an d'une possible ouverture, un accident conséquent suspend les travaux en aout 2000. Lors du remblaiement de plusieurs mètres de terre sur une dalle formant le plafond d'un salle (rappelons que le projet est majoritairement enterré), celle-ci s'effondre. Le sous-effectif pendant le mois de vacances permet sans doute d'éviter le drame et il n'y a aucune conséquence humaine.
L'accident stoppe immédiatement les travaux, le temps d'effectuer des analyses. Celles-ci révèlent rapidement que la qualité du béton est en cause, avec une résistance fortement inférieure à celle attendue. Une campagne de sondage de la qualité des bétons et de radiographie des armatures est alors menée sur l'ensemble du bâtiment. Celle-ci révèle que l'ensemble du projet est concerné par de graves vices de fabrication. Des mesures correctives sont alors mises en œuvre pour renforcer les points faibles.
Le coût du projet dépasse finalement les 800 millions de francs (à comparer aux 360 millions de la toute première estimation) et repousse encore la date d'ouverture du centre.

### Chronologie

L'entrée du parc Vulcania.

Le parc Vulcania est finalement inauguré le 20 février 2002 (20-02-2002), à l'heure symbolique de 20h02.
Au cours de sa première année, le centre a accueilli 626 756 visiteurs, dont un tiers de groupes. L'année suivante, ils ont été 584 189. L'objectif annoncé était de 1 million de visiteurs par an.
En 2004, malgré 420 777 visiteurs, le parc a engendré un déficit net d'exploitation de 1,707 million d'euros. En 2005, le parc accueille 355 866 visiteurs, portant le nombre total de visiteurs à un peu moins de deux millions depuis l'ouverture. Face à la diminution de l'activité, la SEM Volcans a dû réduire ses effectifs de moitié. Le contrat d'affermage avec la SEM a été dénoncé le 12 juillet 2005. La Région a lancé un appel à candidature pour un nouveau contrat d'affermage à l'issue duquel la SEM Volcans a été retenue. La Région reste donc propriétaire de Vulcania, sa gestion étant confiée à la SEM Volcans. En 2006, la fréquentation recule encore à 210 000 visiteurs, malgré de nouveaux efforts consentis pour la relancer. En mai 2006 le conseil régional d'Auvergne a donc dû engager un plan de relance auquel seuls les élus Verts se sont opposés.
Le 21 mars 2007, le nouveau Vulcania est lancé, préfiguration de ce que sera Vulcania 2 (initialement prévu en 2008). Des investissements ont été consentis pour augmenter le nombre d'attractions ludiques au sein du parc afin de changer son image et d'attirer de nouveaux visiteurs, plus avides de sensations fortes que d'informations scientifiques pures. Le bilan de l'année 2007 montre que plusieurs grands parcs à thème, tels que Disneyland Paris ou le parc Astérix ont bénéficié d'une croissance significative, peut-être liée à une météo maussade, mais également aux multiples innovations mises en place. Il en va de même à Vulcania où la fréquentation est repartie à la hausse, avec 262 000 visiteurs.
En 2008, Vulcania rouvre ses portes en s'appuyant sur quatre nouvelles attractions, plus ludiques et plus spectaculaires (Le VolcanBul, Dragon Ride où l'on voit notamment le journaliste Patrick Poivre d'Arvor commenter un faux JT, Le Grand Geyser et Les Maquettes Géantes). Il s'agit explicitement d'améliorer le taux de revisite et d'encourager le visiteur à consacrer une journée entière à l'exploration des différents espaces, plutôt qu'une demi-journée comme c'est généralement le cas pour les musées. En outre, le calendrier d'ouverture est élargi, puisque la saison commence le 19 mars 2008 et se termine le 12 novembre 2008. Vulcania annonce « une hausse de 10 % de sa fréquentation par rapport à l'été 2007, déjà en forte progression ». La durée des visites et les journées de nocturnes ont augmenté, de même que les dépenses annexes (boutiques, restaurants). La fréquentation de la saison s'établit finalement à 313 420 visiteurs.
En 2009, Vulcania ouvre ses portes avec deux nouvelles attractions : L'Odyssée magique, un film de 20 minutes, tourné en 70 mm en Auvergne, Islande, Guyane, États-Unis et Viêt Nam. La deuxième attraction est la Terre en colère qui remplace le simulateur de séisme. En 2010, Vulcania décide de faire une pause avec les attractions dynamiques en se penchant sur le côté beaucoup plus pédagogique du parc avec pour slogan Objectif terre, scénographie de Nathalie Chauvier, Nicolas Béquart. Cette pause peut s'expliquer par le fait que Vulcania réserve des attractions plus spectaculaires pour l'année d'après. Le parc s'est renouvelé grâce à ces deux nouveautés, menant le compteur à 12 nouvelles attractions depuis 2007. De 2008 à 2010, le parc d'attractions se renouvelle en mettant de nouveau la terre à l'honneur. La fréquentation de la saison s'établit à 341 000 visiteurs, soit 14 500 visiteurs de plus qu'en 2009.
En 2011, Vulcania ouvre une nouveauté : Mission TOBA (Vol au-dessus d'un super volcan en Indonésie) scénographie de Nathalie Chauvier, Nicolas Béquart et Patrick Bésenval ; Cinéma dynamique. Une autre nouveauté temporaire a vu le jour à l'occasion du 20e anniversaire de la mort du couple Krafft : Les Diables des volcans. La fréquentation s'établit à 338 000 visiteurs. En 2012, la nouveauté est la Cité des enfants. En 2013, la nouveauté est un parcours scénique d'ETF Ride Systems et JoraVision : Volcans sacrés ainsi que l'exposition "De Lave et de Feu". En 2014, un ballon captif est prévu.
En 2015, il y a trois nouveautés à Vulcania : un film en 4D « Premier envol » (qui remplace « mission Toba »), une promenade « Sur les traces des dinosaures » qui permet de voir des dinosaures animatroniques dans le parc, et l'exposition « Bouleversements » (qui remplace « De lave et de feu »).
Le 10 juillet 2021, Vulcania a mis en service Namazu un roller coaster familial sur le thème les séismes.
Un planétarium a ouvert le 29 mars 2023, avec un budget de 9,65 millions d’euros, il est doté d'un grand écran de 22 mètres de diamètre, de 314 places assises, d’une salle de projection de 374 m2, d’un pôle pédagogique de 350 m2, d’une salle de pré-show de 220 m2 et d’une galerie de 150 m2. En plus de ces installations, il est surplombé de toitures végétalisées. Tous ces équipements sont développés par RSA Cosmos, une entreprise française experte en planétariums, a indiqué StarParc, un site spécialisé sur l’industrie des loisirs. Il est actuellement le plus grand de France.
Le parc a pour projet l’ouverture de lodges thématiques d’une capacité d’accueil de 100 à 150 personnes pour 2028 et un nouveau blockbuster en 2029.

### Historique de la fréquentation
| Année | Nombre de visiteurs |
| ----- | ------------------- |
| 2002  | 626 756             |
| 2003  | 584 189             |
| 2004  | 420 777             |
| 2005  | 355 866             |
| 2006  | 220 000             |
| 2007  | 260 842             |
| 2008  | 313 420             |
| 2009  | 326 000             |
| 2010  | 341 000             |
| 2011  | 338 000             |
| 2012  | 342 000             |
| 2013  | 334 500             |
| 2014  | 322 500             |
| 2015  | 344 000             |
| 2016  | 350 000             |
| 2017  | 335 563             |
| 2018  | 317 000,            |
| 2019  | 325 000             |
| 2020  | 148 000             |
| 2021  | 215 000             |
| 2022  | 326 000             |
| 2023  | 380 000             |
| 2024  | 389 000             |

Le graphique qui aurait dû être présenté ici ne peut pas être affiché car il utilise l'ancienne extension Graph, désactivée pour des questions de sécurité. Des indications pour créer un nouveau graphique avec la nouvelle extension Chart sont disponibles ici.

## Attractions, Animations et spectacles

### Les différents parcours
Pour « explorer » le parc, il existe plusieurs parcours :
- Le parcours Matt l'explorateur, principalement pour les aventuriers (les personnes voulant faire des attractions à sensations).
- Le parcours Professeur Yapadrisk, principalement pour les personnes voulant faire des activités sur le thème de la science.
- Le parcours Pitoufeu, pour les petits.

Une application Vulcania mobile peut être téléchargée, pour se retrouver dans le parc, et organiser sa journée.

### Attractions à sensation
Au lancement de la saison 2023, Vulcania comporte 7 attractions à sensations.
| Nom                          | Type d'attraction                   | Date d'ouverture | Parcours           |
| ---------------------------- | ----------------------------------- | ---------------- | ------------------ |
| Namazu                       | Montagnes russes lancées            | 10 juillet 2021  | Matt l'explorateur |
| Dragon Ride 2                | Cinéma dynamique                    | 1er juillet 2020 | Matt l'explorateur |
| Abyss Explorer               | Plateforme dynamique                | 16 mars 2016     | Matt l'explorateur |
| Premier envol                | Nacelle dynamique, écran 180°       | 25 mars 2015     | Matt l'explorateur |
| Volcans Sacrés               | Parcours scénique trackless         | 20 mars 2013     | Matt l'explorateur |
| Terre en colère              | Plateforme dynamique, Interactivité | 18 mars 2009     | Matt l'explorateur |
| Réveil des géants d'Auvergne | Cinéma dynamique                    | 21 mars 2007     | Matt l'explorateur |

### Expositions
Au lancement de la saison 2023, Vulcania comporte 4 expositions de vulgarisation scientifique.
| Nom                  | Type d'exposition                                                        | Parcours             |
| -------------------- | ------------------------------------------------------------------------ | -------------------- |
| Chaîne des Puys      | Exposition photos en extérieur                                           | Professeur Yapadrisk |
| La forêt des dragons | Parcours avec animatronics en extérieur                                  | Matt l'explorateur   |
| Machine Terre        | Exposition interactive avec écrans tactiles, hologrammes et globosphères | Professeur Yapadrisk |
| Séismes              | Exposition                                                               | Professeur Yapadrisk |

### Aires de jeu
Au lancement de la saison 2023, Vulcania comporte 4 espaces de jeu pour les plus jeunes.
| Nom                        | Type de jeux                           | Parcours |
| -------------------------- | -------------------------------------- | -------- |
| Aire de jeu extérieure     | Toboggan, toile d'araignée, tyrolienne | Pitoufeu |
| La maison Pitoufeu         | Jardin, Toboggan                       | Pitoufeu |
| La galerie de jeu Pitoufeu | Toboggans, jeux                        | Pitoufeu |
| La cité des enfants        | Expériences, manipulations.            | Pitoufeu |

### Projections
Au lancement de la saison 2023, Vulcania comporte 7 projections dans 3 lieux différents, dont une salle dotée d'un écran géant de 415 m2 et un planétarium muni d'un dôme de 22 m de diamètre qui en fait le plus grand de France.
| Nom                                            | Durée   | Type de film | Lieu de projection        |
| ---------------------------------------------- | ------- | ------------ | ------------------------- |
| Mont St Helens                                 |         | Documentaire | Tunnel des nuées ardentes |
| Regards sur les volcans                        | 20 min. | Documentaire | Salle écran géant         |
| Ouragan                                        | 20 min. | Documentaire | Salle écran géant         |
| Neige                                          | 20 min. | Documentaire | Salle écran géant         |
| Mission Vulcania                               | 15 min. | Animation    | Salle écran géant         |
| VAST                                           |         | Documentaire | Dôme du planétarium       |
| Noisettes, à la recherche de la planète idéale |         | Animation    | Dôme du planétarium       |

### Animations scientifiques
Au lancement de la saison 2023, Vulcania propose 12 ateliers animés par des scientifiques (5 de vulgarisation grand public, et 6 de vulgarisation familiale).
| Nom                             | Durée       | Lieu                    | Type         |
| ------------------------------- | ----------- | ----------------------- | ------------ |
| Planète dévoilée                |             | Théâtre Planet'Air      | Grand public |
| L'aventure volcano-sidérale     | 30 min      | Dôme du planétarium     | Grand public |
| Ce soir dans le ciel            | 30 min      | Dôme du planétarium     | Grand public |
| Dans la peau d'un astronaute    |             | Ateliers du planétarium | Grand public |
| Sous le soleil                  |             | Ateliers du planétarium | Grand public |
| Dans la peau d’un volcanologue  | 30 min      | Atelier des volcans     | Famille      |
| 2 minutes pour sauver Clermont  | 30 min      | Atelier des volcans     | Famille      |
| Drôles d’expériences            | 30 min      | Atelier des volcans     | Famille      |
| Volcans, comment ça marche ?    | 30 min      | Atelier des volcans     | Famille      |
| Du magma aux volcans d'Auvergne | 30 min      | Atelier des volcans     | Famille      |
| Dinosaures et compagnie         | 30 à 45 min | Atelier des volcans     | Famille      |

### Spectacles
Des spectacles sont régulièrement organisés dans la journée. Les voici :
| Nom                                | Durée   |
| ---------------------------------- | ------- |
| Yapadrisk et la flamme des volcans | 35 min. |
| Expériences : C'est Show !         | 30 min. |
| Volcano drone                      |         |